# Évia
Évia (vagy hagyományosan Euboia, görög betűkkel Εύβοια) a második legnagyobb görög sziget Kréta után. A szárazföldtől az Euboiai-tenger választja el.

## Földrajza
Hosszú és keskeny, csikóhal alakú sziget: hossza mintegy 150 kilométer, szélessége 6-50 kilométer, területe 3660 négyzetkilométer, partvonalának hossza 678 kilométer. Elhelyezkedése északnyugat-délkeleti irányú. A szigeten hosszában hegylánc fut végig, amely a nyugatra elhelyezkedő thesszáliai hegyek meghosszabbítása, déli irányban pedig Ándrosz, Tínosz és Míkonosz szigetek hegyeiben folytatódik.
Gyakori vélemény, hogy Euboia valamikor a szárazföld része volt és egy földrengés választhatta le. A sziget egy geológiai törésvonal közelében fekszik, és Thuküdidész és Sztrabón is beszámolt róla, hogy a szigetet időnként földrengések rázták meg. Északi csücskét keskeny szoros választja el Thesszáliától. Halkída közelében északra és délre is az öblök olyan szűkek, hogy ez hihetővé teszi az ókori történetet, amely szerint Agamemnón flottája ittrekedt az ellenszél miatt. Halkídánál, a legszűkebb részén a szoros neve Evríposz, ott nem több, mint 40 méter széles. A dagály itt különleges sajátosságokat ölt, amelyekre már az ókorban felfigyeltek: az ár az egyik percben még folyóként vonul az egyik irányba, majd hirtelen ugyanolyan sebességgel az ellenkező irányba fordul. Először a peloponnészoszi háború idején építettek itt hidat, Kr. e. 410-ben. Az Euriposz név a középkorban Evripo, majd Egripo alakká romlott, és ez a név áttevődött az egész szigetre. Később, amikor a környéket a velenceiek foglalták el, a szigetet Negroponte („fekete híd”) névre keresztelték át, a szigetet a szárazfölddel összekötő hídról. Az 1992-ben itt felépített második, ferdekábeles átkelő szintén az Evríposz-híd nevet kapta.
Az Euboia név előtt a szigetnek más nevei is voltak: alakjáról Makrisz és Dolikhé, illetve a területet lakó törzsekről Ellopia és Abantisz.
A sziget legfontosabb hegyei: Dírfisz (1745 m) és Pikszaría (1341 m) északkeleten, illetve az Ohí (1394).
A szigettel érintkező fontosabb öblök a Pagaszitikósz-öböl (északra), a Maliakósz-öböl és az Észak-éviai-öböl (nyugatra), illetve az Éviai-tenger és a Petalión-öböl.

## Évia regionális egység

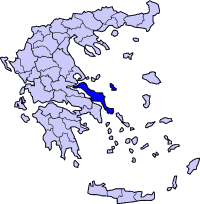
Évia regionális egység fekvése Görögországban

Az egykori Évia prefektúra a 7. legnagyobb görög prefektúra (közigazgatási egység) volt. 2011 óta regionális egység.
Évia regionális egységhez Évia főszigetén kívül hozzátartozik még Szkírosz szigete, illetve az Evoikosz-öböl túloldalán (a görög szárazföldön) lévő Sztereá Helláda. Szkírosz területe 209 km², partvonala 130 kilométer. Évia regionális egység teljes területe 4167 km², lakossága 2005-ös adat szerint 218 032.